# Carl Stenberg
Carl Johan Stenberg, född 9 mars 1864 i Kristianstad, död 16 mars 1934 i Stockholm, var en svensk dekorationsmålare, målare och tecknare.

## Biografi

### Tidiga år
Stenberg tog från 16-årsåldern privatlektioner i teckning och målning samtidigt som han utbildade sig till en hantverks- och dekorationsmålare. I början av 1880-talet utförde han en dekorationsmålning i frimurarlogen i Kristianstad.
Han flyttade snart därefter till Stockholm där han under några år studerade vid Slöjdskolan. Tack vare ett stipendium kunde han resa till Italien för att studera renässansens dekor och ornamentik i kyrkor, slott och museer. Vid tävlingen 1888 om förslag till dekorationen av den inre arkitekturen till Nationalmuseums trapphus segrade hans förslag.

### Tyskland
När han 1889 tilldelades ett stipendium från Slöjdföreningen fortsatte han sina studier av äldre epokers dekorationskonst i München. Samtidigt följde han under en period undervisningen vid Rosenthalerschule. Under ett senare studiebesök vistades han en tid i Düsseldorf och utförde några smärre och större dekorationsuppdrag. Bland annat utförde han plafond- och väggfrismålningar i tysk renässansstil i en villa i Breslau.

### Studier och dekorationsuppdrag i Stockholm
Efter återkomsten till Sverige studerade han i början av 1890-talet en tid vid Konstnärsförbundets skola i Stockholm. Han anlitades för flera betydande restaurerings- och dekorationsuppdrag; bland annat återställde han takmålningarna i Johan III:s fängelse på Gripsholm i samband med slottets restaurering.

### Dekorationsverkstad i Norrköping
Några år in på 1890-talet etablerade han en dekorationsverkstad i Norrköping som på kort tid blev en av landets mest ansedda. I denna arbetade han tillsammans med sin bror, den svenska konstnären och dekormålaren August Stenberg.
Inspirerad av Ferdinand Boberg övergick han så småningom till en starkt jugendpåverkad växt- och djurornamentik som var i nära anslutning till den då rådande nationella dekorationsstilen. Han ritade Hantverksföreningens byggnad inför Konst- och industriutställningen i Norrköping 1906 och vid Konstindustriutställningen i Stockholm 1909 tillhörde han utställningskommittén.
1908 utförde han de invändiga dekorationsarbetena för Stora teatern i Norrköping i samband med dess uppförande. Samma år ansvarade han för invändig dekormålning av Norrköpings Arbetarförenings teater, numera Arbisteatern, i samband med en större renovering.
Omkring 1905 inledde han ett samarbete med dekorationsmålaren Filip Månsson som resulterade i flera gemensamma uppdrag.
Parallellt med sitt dekorationsmåleri var han verksam som stafflimålare och gjorde omkring 1910 regelbundna resor till Paris där han besökte Académie Colarossi, Académie de la Grande Chaumière och andra målarskolor.

### Senare liv
Efter att 1916 ha dragit sig tillbaka från dekorationsmåleriet blev stafflimåleriet hans huvuduppgift. Han levde periodvis i Frankrike där han var en central gestalt vid akademierna och konstnärskaféerna i Montparnasse. Han var även en flitig besökare i Cagnes, Antibes, Nizza, Villefranche och andra konstnärsorter vid Rivieran där han deltog i olika samlingsutställningar.
Stenbergs bildkonst kom att bestå av ett traditionellt landskapsmåleri med några inslag av stilleben och porträtt. Han gjorde också några kubistiska experiment 1924.

## Utställningar
Stenberg medverkade under sina tysklandsbesök i samlingsutställningar i München, Düsseldorf och Berlin. I Frankrike medverkade han bland annat i Salon des Indépendants 1914, i Sverige medverkade han några gånger i Sveriges allmänna konstförenings salonger i Stockholm och samlingsutställningar med Östgöta konstförening.
En minnesutställning med hans konst visades på Mässhallen i Stockholm 1939. Stenberg är representerad vid Nationalmuseum.

## Familj
Carl Stenberg var farbror till Vladimir och Georgij Stenberg, vilka utgjorde den rysk-svenska konstnärsduon Bröderna Stenberg. Dessa kom att tillhöra centralgestalterna inom den ryska avantgardismen. 
Stenberg var gift första gången med Augusta Broberg, född 1864, och andra gången med Ruth Nordblad.
Carl och Ruth fick en son, Jean Louis Carl Stenberg 23 september 1927. Sonen utbildade sig till landskapsarkitekt och blev sedermera stadsträdgårdsmästare i Botkyrka kommun.